# Petr Neuman
Petr Neuman (11. března 1978 Rakovník – 27. dubna 2025) byl český šachista a šachový trenér. Titul mezinárodního velmistra mu byl udělen roku 2013. Povoláním byl učitel a vyučoval matematiku a zeměpis na soukromé základní a střední škole 1. KŠPA v Praze.